# موريتز شليك
فريدريك ألبيرت موريتز (بالألمانية: Friedrich Albert Moritz Schlick)‏ شليك (14 نيسان/ أبريل، 1882-22 حزيران/ يونيو، 1936) هو فيلسوف وفيزيائي ألماني والأب المؤسس للوضعانية المنطقية وتجريبيو فيينا.

## النشأة والأعمال
ولد شليك في برلين لدى عائلة ثرية، والده إرنست ألبرت شليك ووالدته أغنيس أرندت. درس الفيزياء في جامعة هايدلبرغ، وجامعة لوزان، والتحق بجامعة برلين تحت إشراف ماكس بلانك.
أكمل شليك كتابة أطروحته بعنوان «انعكاس الضوء في طبقة غير متجانسة» في عام 1904. انتقل بعدها إلى دراسة الفلسفة في زيوريخ بعد عامٍ من عمله كمحاضرٍ في جامعة غوتنغن.
تزوج شليك من بلانش هاردي في عام 1907 ونشر كتابه (حكمة الحياة) بعد زواجه بسنةٍ واحدة، وهو كتابٌ ذو حجمٍ ضئيل حول نظرية "Eudaemonism" حيث تفيد هذه النظرية بأن السعادة ناتجة عن السعي إلى تحقيق الذات بدلاً من تحقيق الملذات.
نُشر لشليك مقال تأهيلي بعنوان «طبيعة الحقيقة وفق المنطق الحديث» في عام 1910، وتبع ذلك العديد من المقالات حول علم الجمال. حوَّل بعدها اهتمامه إلى مشكلات نظرية المعرفة، وفلسفة العلوم والمزيد من الأسئلة العامة حول العلوم التي وضع بصمته الخاصة عليها، وميّز نفسه في عام 1915 بنشر دراسة عن نظرية النسبية الخاصة لآينشتاين.
نشر شليك أيضًا كتابًا بعنوان «المسافة والزمن في الفيزياء الحديثة» حيث وسَّع نتائجه السابقة عن طريق تطبيق التقاليد الهندسية للفيزيائي هينري بوانكاري لشرح اعتماد أينشتاين لهندسة غير إقليدية في النظرية العامة للنسبية.

## حلقة فيينا وفيتجنشتاين
بعد التعيينات المبكرة في مدينتي روستوك وكييل في عام 1922، استلم شليك رئاسة قسم فلسفة الطبيعة في جامعة فيينا حيث شغل هذا المنصب من قبل كل من لودفيغ بولتزمان وإرنست ماخ.
حقق شليك نجاحًا غير اعتيادي في تأسيس الطلّاب الموهوبين في المجالات الفلسفية والعلمية. عندما وصل شليك إلى فيينا، دُعي لقيادة مجموعة من العلماء والفلاسفة الذين التقوا بشكلٍ مستمر في أمسيات الخميس في مبنى الكيمياء من أجل مناقشة المواضيع الفلسفية في العلوم. شملت هذه المجموعة عالم الرياضيات هانز هان، وفي غضون بضع سنوات انضم إليهم رودولف كارناب، وهربرت فيغل، وكورت غودل، وأوتو نيوراث، وفريدريك ويسمان وغيرهم من العلماء.
أطلقت هذه المجموعة على نفسها اسم جمعية إرنست ماخ، لكنها في النهاية أصبحت تعرف باسم حلقة فيينا. بين عامي 1925-1926، ناقشت هذه المجموعة آخر عمل في أسس الرياضيات حيث استلم هذا النقاش كل من غوتلوب فريغ، وبيرتراند راسل، ولودفيغ فيتغنشتاين. كان كتاب فيتجنشتاين "Tractatus Logico-Philosophicus" عملاً كبيراً يقدّم في قسمٍ منه نظرية منطقية للرمزية ونظرية «صورة» أو «نموذج» للغة.
أعجب شليك ومجموعته بالعمل وخصص الكثير من الوقت لدراسته، واستمر في ذكر هذا العمل في كل جلسة حتى إذا كان الحديث فيه قد انتهى. وافق فيتجنشتاين على الاجتماع مع شليك وأعضاء الدائرة الآخرين لمناقشة أفكار الكتاب لكنه اكتشف بعد ذلك أنه من الضروري تحديد عدد زوار وخصوصًا أصحاب الأحاديث التي لها صلة بالعواطف.
ساعد تأثير شليك على فيتجنشتاين بتشجيعه على التفكير في العودة إلى الفلسفة التي كان قد تركها منذ نحو عشر سنوات من ذلك العام. استمرت مناقشات شليك وويسمان مع فيتجنشتاين حتى شعر الأخير بأن الأفكار الجرثومية قد استُخدمت بدون إذن في مقال مكتوب من قبل كارناب. واصل فيتجنشتاين المناقشات عن طريق رسائل إلى شليك حيث لم يعد يجتمع مع الأعضاء الآخرين في الحلقة.

## النظرية العامة في المعرفة والأعمال اللاحقة
عمل شليك على كتابه بعنوان "Allgemeine Erkenntnislehre" (النظرية العامة في المعرفة) بين عامي 1918 و 1925، وعلى الرغم من التطورات اللاحقة في فلسفته إلا أنه كان من المفترض أن يكون هناك العديد من الآراء حول نظرية المعرفة التي لا يمكن الدفاع عنها. فالنظرية العامة ربما تكون أعظم أعماله التي تعبّر عن أفكاره الصارمة ضد المعرفة المسبقة الاصطناعية.
يجادل هذا النقد فكرة أن الحقائق الوحيدة البديهية في العقل هي الحالات التي تكون صحيحة بشكلٍ تام كالتعريف مثل بيانات المنطق والرياضيات الرسمية. يجب تقييم حقيقة جميع البيانات الأخرى بالإشارة إلى الأدلة التجريبية. إذا قُدمت الحالة بغض النظر عن التعريف أو عن تأكيدها أو تزويرها بالأدلة، فإن هذا الحالة هي «ميتافيزيقية» حيث يرادف معنى هذه الكلمة مصطلح «لا معنى له» أو «هراء». وأخيرًا، هذا هو المبدأ الذي اتفق عليه أعضاء حلقة فيينا بشكل واضح ومشترك بين بعضهم ومع فيتجنشتاين.

## مشاكل الأخلاق
سعى شليك لإنهاء كتابه بعنوان «أسئلة في الأخلاق» حيث فاجأ بعض زملائه من الحلقة من خلال تضمين الأخلاق كفرع مرتبط بالفلسفة، وعرض في إحدى مساهماته المتعلقة بالفلسفة الوضعية والواقع التي حدثت بين عامي 1932-1933 واحدة من أكثر التعريفات المضيئة لهذا النوع من الفلسفة من وجهة نظر كل من ينكر إمكانية الميتافيزيقيا (صفحة 260). وبناءً عليه، عرّف الميتافيزيقيا على أنها عقيدة «الوجود الحقيقي»، أو «الشيء في حد ذاته» أو «الوجود المتعالي» وهي عقيدة من الواضح أنها «تفترض بشكل قاطع أن موقفًا غير حقيقي، أو أقل أو ظاهريًا يعارضه».
لذلك اعتمد شليك على هذه النظرية وعلى نظرية المعرفة التي تؤكد أن الكائنات الحقيقية الوحيدة هي معطيات أو مكونات التجربة. خلال هذا الوقت أيضًا، نشرت حلقة فيينا "The Scientific View of the World: The Vienna Circle" كهدية لشليك حيث كان موقفها المعادي للميتافيزيقيا يعبّر عن موقف كل أعضاء الحلقة.

### تعليق على كتاب لودفيغ فيتغنشتاين
يحتوي كتاب كارناب بعنوان «البناء المنطقي للجمل» تعليقًا من قبل شليك على كتاب فيتجينشتاين؛ حيث فسّر شليك رأي الكاتب كالتالي:
الفلسفة «هي تلك الحالة التي يُحدد فيها معنى الفرضيات أو اكتشافها". المسألة كالتالي: "ماذا تعني الفرضيات حقًا، فمحتوى، وروح، ومعنى العلم، كل هذه العناصر تتألف في المعنى البديل للجمل الموجودة، وأن الحركة الفلسفية في إحتواء المغزى هي مثل حرفي ألفا وأوميغا في مجموعة المعارف العلمية.» - كارناب، صفحة 284، البناء المنطقي للجمل.

## مقتل شليك
غادر العديد من أعضاء حلقة فيينا إلى الولايات المتحدة والمملكة المتحدة بسبب ازدياد النازيين في ألمانيا والنمساويين الفاشيين في النمسا. بقي شليك في جامعة فيينا على الرغم من كل تلك الظروف السيئة.
عندما زار هيربرت فيجل جامعة فيينا في عام 1935، أعرب عن استيائه من الأحداث في ألمانيا. في 22 حزيران/يونيو، 1936، كان شليك يقترب من مدرّج الجامعة لحضور أحد المحاضرات عندما واجهه طالب سابق يدعى «يوهان نلبوك» وقتله باستخدام مسدس.
أعلنت المحكمة أن خطة نيلبوك في القتل كانت محبوكة مسبقًا، واعترف لاحقًا بأنه اعتُقل دون أي مقاومة وأنه غير نادم. استغل نيلبوك الإجراءات القضائية كفرصة لتقديم نفسه وأيديولوجيته بين الجمهور، وادعى أن فلسفة شليك المضادة للميتافيزيقية «تدخلت في ضبط النفس الأخلاقي».
في روايةٍ أخرى للأحداث، تراجع نيلبوك عن جميع الأسباب السياسية وادعى أنه قتل شليك بدافع الغيرة بسبب فشله من التقرّب من الطالبة سيلفيا بورويكا مما أدى إلى جنونه واعتباره لشليك بأنه خصمه وأنه يضطهده. وبعد ضم النمسا إلى ألمانيا النازية في عام 1938، أُطلق سراح القاتل بكفالة بعد قضاء عامين من حكمه بالسجن لمدة 10 سنوات.

## الإرث
إن دور شليك الكبير في عالم الفلسفة هو مصدرالوضعية المنطقية. وقد وثّقت إنسانيته، وحسن نيته، والوداعة، وخاصة تشجيعه من قبل العديد من أقرانه، وكتب هيربرت فيجل وألبرت بلومبرج في مقدمة كتاب«النظرية العامة للمعرفة».
ليس هنالك أي مفكر آخر على أتم الاستعداد لدعم المهام الفلسفية للجيل الأصغر. على الرغم من أن العديد من طلابه وخلفائه قد حصلوا على درجة عالية من الدقة والكفاية في تحليلاتهم المنطقية للمشاكل في نظرية المعرفة، إلا أن شليك كان لديه إحساس غير مسبوق لما هو أساسي في القضايا الفلسفية.

## الأعمال
- المسافة والوقت في الفيزياء الحالية[13]
- كتابات في نظرية المعرفة
- النظرية العامة في المعرفة
- التفسير النقدي أو التجريبي للفيزياء الجديدة
- نظرية اينشتاين النسبية[14]
- الخبرة، المعرفة، الميتافيزيقيا في: دراسات كانط
- حكمة الحياة[15]
- أسئلة الأخلاق[16][17]
- هل هناك مادة مسبقة
- دور الفلسفة[18]
- حول أساس المعرفة[19]
- أسئلة غير خاضعة للمسؤولية
- المعنى والتحقق [13]
- المقالات المجمعة 1926-1936.
- مشاكل الفلسفة في سياقها.
- موريتز شليك الطبعة كاملة

## روابط خارجية
- موريتز شليك على موقع الموسوعة البريطانية (الإنجليزية)
- موريتز شليك على موقع إن إن دي بي (الإنجليزية)